# Батшев, Владимир Семёнович
Владимир Семенович Батшев (род. 4 июня 1947, Москва) — русский писатель, поэт, прозаик, сценарист, редактор. Бывший советский диссидент.

## Биография
В 1965—1966 годах был одним из организаторов и руководителей неформального литературного общества СМОГ, редактор журнала «Сфинксы» (№ 1—4), альманахов «Чу», «Рикошет», «Авангард».
Арестован 21 апреля 1966 года, и 25 апреля 1966 года осуждён на пять лет «за тунеядство». Отбывал ссылку в селе Большой Улуй Красноярского края. Под давлением международного общественного мнения, в частности, издательства Посев, освобождён 2 января 1968 года по амнистии. В 1968—1975 годах участвовал в диссидентском движении. В 1969 году выпустил вместе с В. Кононенко самиздатовский альманах «Перелом».
Окончил сценарный факультет ВГИК. Работал сценаристом в кино, литконсультантом в журнале «Студенческий меридиан», в издательствах «Детская литература» и «Молодая гвардия».
В 1989—1991 годах был представителем издательства Посев в СССР.
В 1992—1993 годах — первый заместитель главного редактора ежедекадника «Литературные новости».
В 1993—1995 годах — руководитель организованного им издательства «Мосты», которое за два года успело выпустить 25 книг российских и русских зарубежных авторов.
С января 1989 по март 1995 года — внештатный обозреватель Радио Свобода.
В феврале 1995 года вместе с женой эмигрировал в Германию. Член Союза писателей Германии и международного ПЕН-клуба. Гражданин Германии. Подписал коллективное воззвание «Остановите агрессию» против вторжения России в Грузию от 12 августа 2008 года  и Письмо русских зарубежных писателей против войны в Украине от 1 марта 2022 года. 
- С апреля 1998 года — редактор ежемесячного журнала «Литературный европеец».
- С января 2004 года — редактор ежеквартального журнала «Мосты».
- Председатель Союза русских писателей в Германии.

## Премии
В 2005 году за эпопею «Власов» Батшеву присуждена международная литературная премия «Veritas» (Великобритания).
В 2006 году роман «Потомок Вирсавии» номинирован на премию Букер — открытая Россия.
В 2007 году стал первым обладателем новой премии им. М. Алданова, учреждённой Новым журналом (Нью-Йорк), за повесть «Хайнц Альвенхаузер».
В 2010 году за книги «СМОГ: поколение с перебитыми ногами» и «Мой французский дядюшка» награждён Серебряной пулей издательства «Вольный стрелок».